# Wilhelm Lutter
Wilhelm Andreas Lutter (* 24. Juli 1911 in München; † nach 1965) war ein deutscher Architekt und kommunaler Baubeamter in Ingolstadt, er trug den Titel eines Oberstadtbaudirektors.

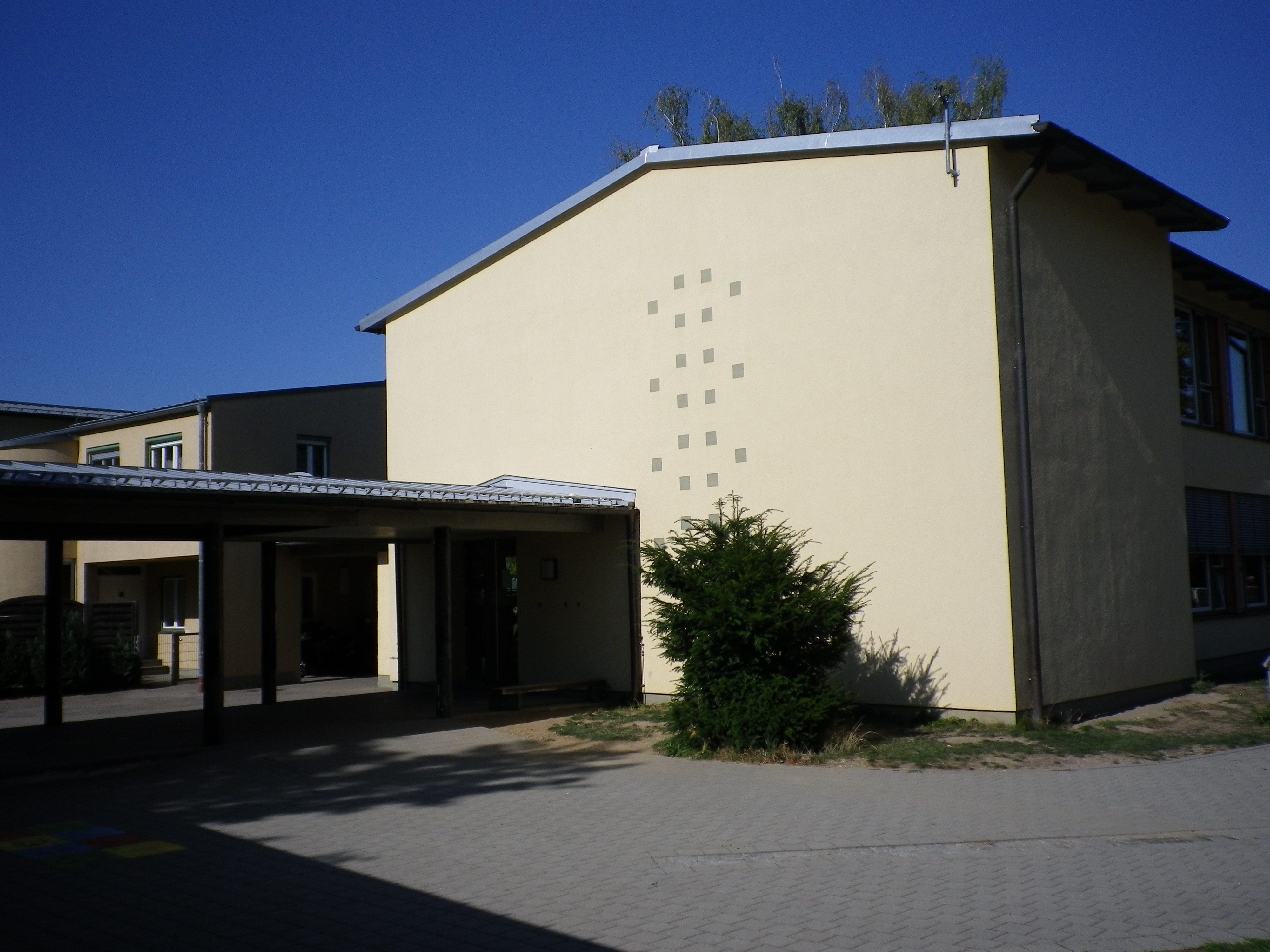
Volksschule Auf der Schanz, Ingolstadt

## Werdegang

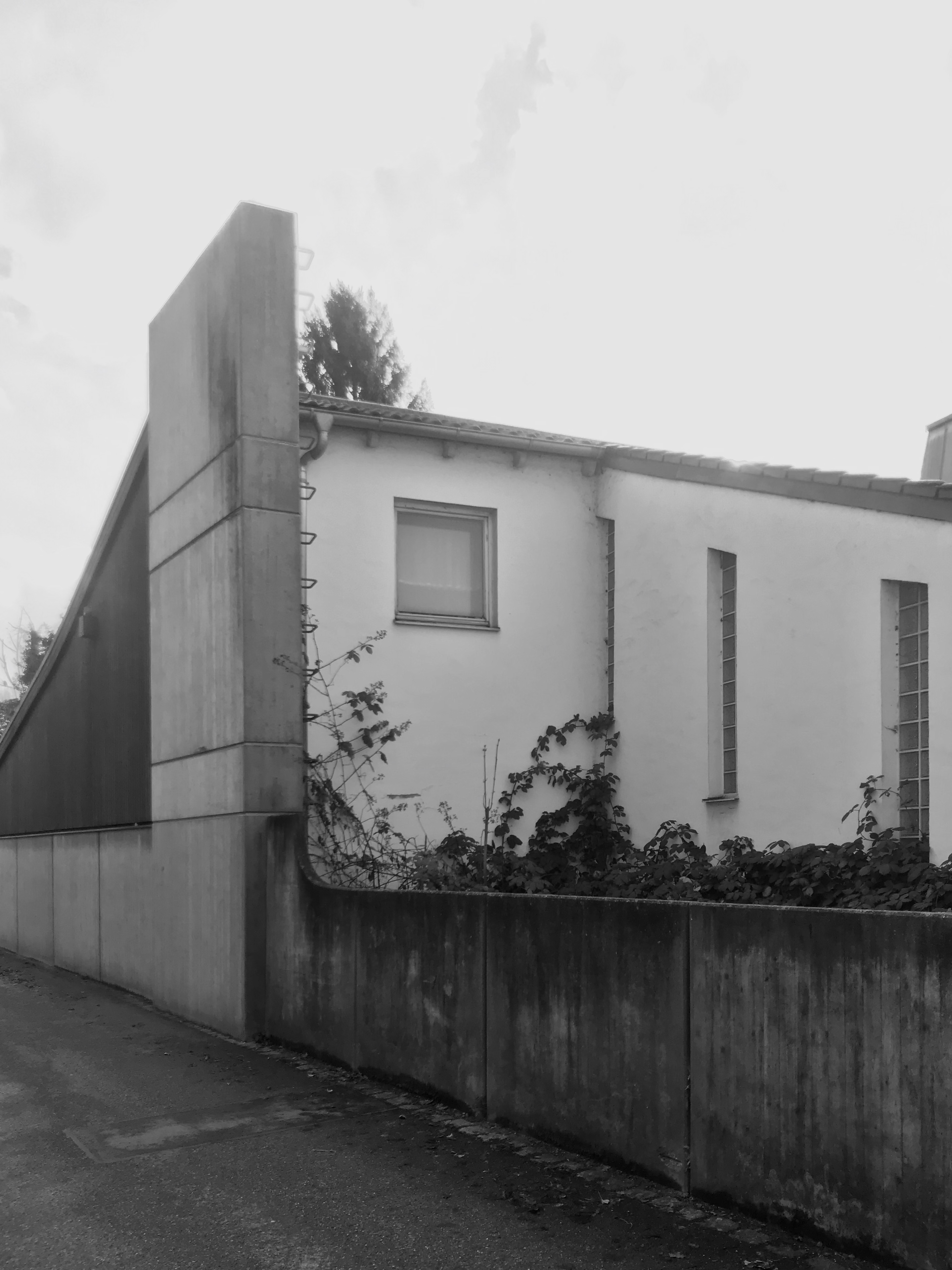
Haus Lutter in Ingolstadt

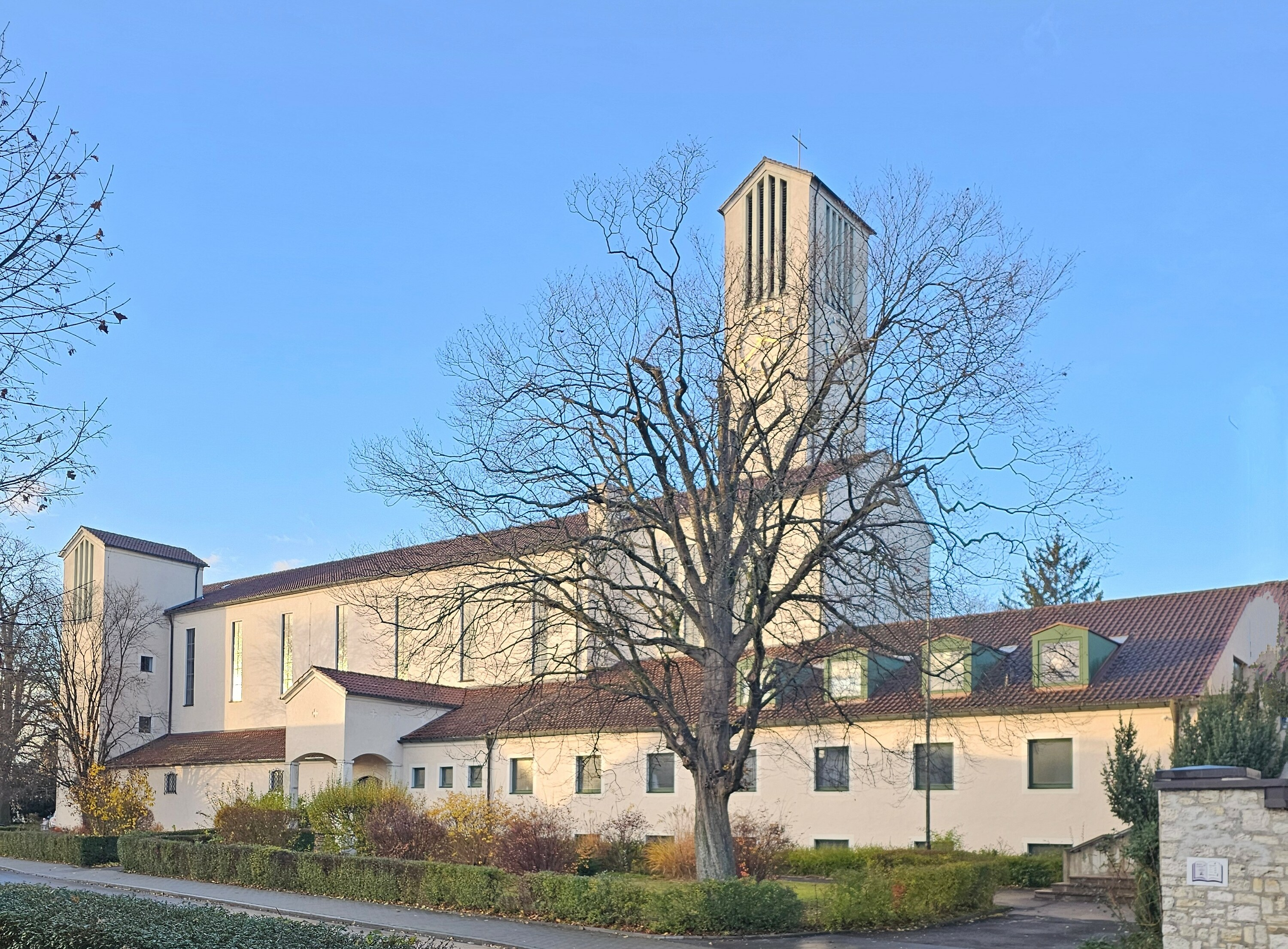
St. Konrad in Ingolstadt

Wilhelm Lutter war Sohn des Steuerrats Georg Lutter und dessen Ehefrau Dorothea Lutter (geb. Knörlein). Am 26. September 1936 heiratete er Elisabeth (geb. Kainz; * 5. Juli 1914 in München), Kinder sind keine bekannt. Am 5. Juli 1937 zogen beide von München nach Ingolstadt. Am 15. Januar 1942 wurde Lutter zum Kriegsdienst in der Wehrmacht nach Augsburg einberufen, aus der er am 21. Juni 1945 entlassen wurde. Das Ehepaar Lutter verließ Ingolstadt nach 1965.
Lutter war neben Hardt-Waltherr Hämer, Wilhelm Reissmüller und Baurat Hans Straub Befürworter des neuen Stadttheaters Ingolstadt.

## Bauten
- 1951–1952: St. Konrad in Ingolstadt (mit Paul Juraschko; unter Denkmalschutz)[4]
- 1953–1954: St. Marien in Waltringen[5]
- 1954–1957: Volksschule Auf der Schanz in Ingolstadt (mit den Künstlern Knut Schnurer, Gustav Schneider und Karl Schulz; unter Denkmalschutz)[6][7]
- 1962: Sparkasse und Rathaus in Ingolstadt (mit Theo Steinhauser und Köhlein; stark verändert durch Auer + Weber)[8]
- 1963–1964: Erweiterung der Volksschule Auf der Schanz in Ingolstadt (saniert von Manfred Törmer)[2]
- vor 1965: Haus Lutter in Ingolstadt